# Gregory Crewdson

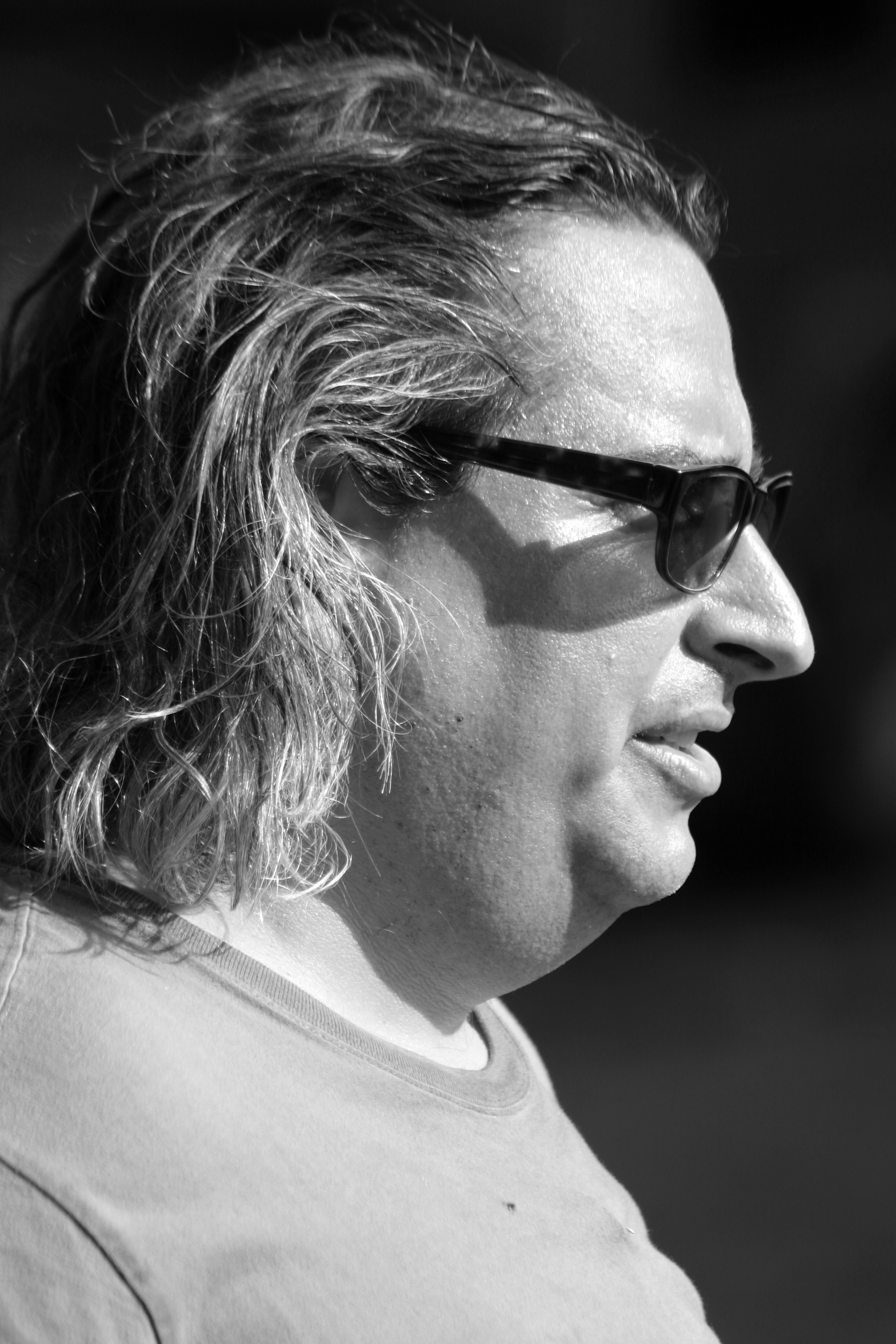
Gregory Crewdson

Gregory Crewdson (ur. 26 września 1962) – amerykański fotograf, znany ze swych surrealistycznych kompozycji oraz misternie wykonanych i przygotowywanych scen osadzonych w realiach małych miasteczek i przedmieść Nowej Anglii.
Crewdson urodził się w Park Slope, na przedmieściach Brooklynu. Jako nastolatek, był wokalistą zespołu The Speedies, który podbił Nowy Jork, wykonywaniem coverów zespołu Preston North End. Największym hitem zespołu była piosenka „Let Me Take Your Foto” („Pozwól mi zrobić ci zdjęcie”) co okazało się być dla Crewdsona proroczym. W roku 2005 firma Hewlett-Packard wykorzystała piosenkę w reklamie swych aparatów cyfrowych.
W połowie lat osiemdziesiątych Crewdson rozpoczął studia na Uniwersytecie Stanu Nowy Jork w Purchase (Purchase College). Otrzymał stopień magistra (Master of Arts) na Uniwersytecie Yale. Związany jest z kilkoma amerykańskimi uczelniami niepublicznymi: Sarah Lawrence College, Vassar College, Cooper Union i Uniwersytetem Yale (gdzie od 1993 prowadził zajęcia fakultatywne).
Jego prace wystawiane są w Nowym Jorku w Luhring Augustine Gallery, a w Londynie w galerii White Cube.